# 黑長鯧
黑長鯧（学名：Centrolophus niger）為輻鰭魚綱鱸形目鯧亞目長鯧科的其中一種，分布於北大西洋、印度洋、西南太平洋海域，棲息深度40-1050公尺，體深褐色至黑色，體具有縱紋，隨年齡成長而逐漸消失，背鰭硬棘5枚;背鰭軟條37-41枚;臀鰭硬棘3枚;臀鰭軟條20-24枚，體長可達150公分，棲息在中底層水域，可能成小群活動，屬肉食性，以小魚、甲殼類、魷魚、浮游生物等為食，可做為食用魚及遊釣魚。
其种加词“niger”意为“黑色的”。